# Gisela
Gisela Lladó Cánovas (Barcellona, 1º gennaio 1979) è una cantante spagnola, diventata famosa con la prima edizione spagnola del programma Operazione Trionfo.
Ha vinto il Festival di Viña del Mar nel 2002 con Este amor es tuyo.
Ha rappresentato Andorra all'Eurovision Song Contest 2008 con la canzone Casanova.
Nel 2013 ha preso parte al cast di doppiaggio del film d'animazione Frozen, interpretando la voce di Elsa nelle parti cantate, in lingua castigliana e catalana.

## Discografia
- 2002 - Parte de Mí
- 2003 - Parte de Mí [Special Edition]
- 2003 - Más Allá ("Més Enllà" per la versione catalano)
- 2006 - Ni Te Lo Imaginas
- 2010 - Vivir La Navidad
- 2011 - Pensando En Ti